# سيمون باتل
سيمون شيريس باتل (بالإنجليزية: Simone Sherise Battle)‏ ممثلة ومغنية أمريكية ولدت في يوم 17 يونيو 1989 في مدينة لوس أنجلوس في الولايات المتحدة وكانت عضوة في فرقة البوب جي أر إل، كما شاركت في برنامج إكس فاكتور في سنة 2011 ووصلت إلى النهائيات، في يوم 5 سبتمبر 2014 عُثر عليها ميتة جوار بيتها بعد أن قامت بشنق نفسها، وقد كشف إنها كانت تعاني من الاكتئاب في أواخر أيام حياتها.

## وصلات خارجية
- سيمون باتل على موقع IMDb (الإنجليزية)
- سيمون باتل على موقع ميوزك برينز (الإنجليزية)
- سيمون باتل على موقع أول ميوزيك (الإنجليزية)
- سيمون باتل على موقع ديسكوغز (الإنجليزية)
- سيمون باتل على موقع قاعدة بيانات الفيلم (الإنجليزية)
- سيمون باتل على قاعدة بيانات الأفلام على الإنترنت